# Gare de Milan-Certosa
La gare de Milan-Certosa (en italien, Stazione di Milano Certosa) est une gare ferroviaire italienne des lignes de Turin à Milan et de Domodossola à Milan, située au Nord-Ouest du territoire de la ville de Milan, capitale de la province de Milan et de la région de Lombardie.

## Situation ferroviaire
Établie à environ 138 mètres d'altitude, la gare de Milan-Certosa est située au point kilométrique (PK) 8,526 (depuis Milan) de la ligne de Turin à Milan, entre les gares de Rho-Fiera-Milano et de Milan-Centrale, et elle est située sur la ligne de Domodossola à Milan entre les gares de Rho-Fiera-Milano et de Milan-Villapizzone. C'est également la première gare du Passante ferroviaire de Milan.

## Histoire
La station est dénommée « Musocco » lors de sa mise en service le 18 octobre 1858 par la Société des chemins de fer Lombard-Vénitiens et de l'Italie centrale, lorsqu'elle ouvre à l'exploitation la ligne de Milan à Magenta, principal tronçon de la section Lombarde de la future ligne de Turin à Milan.

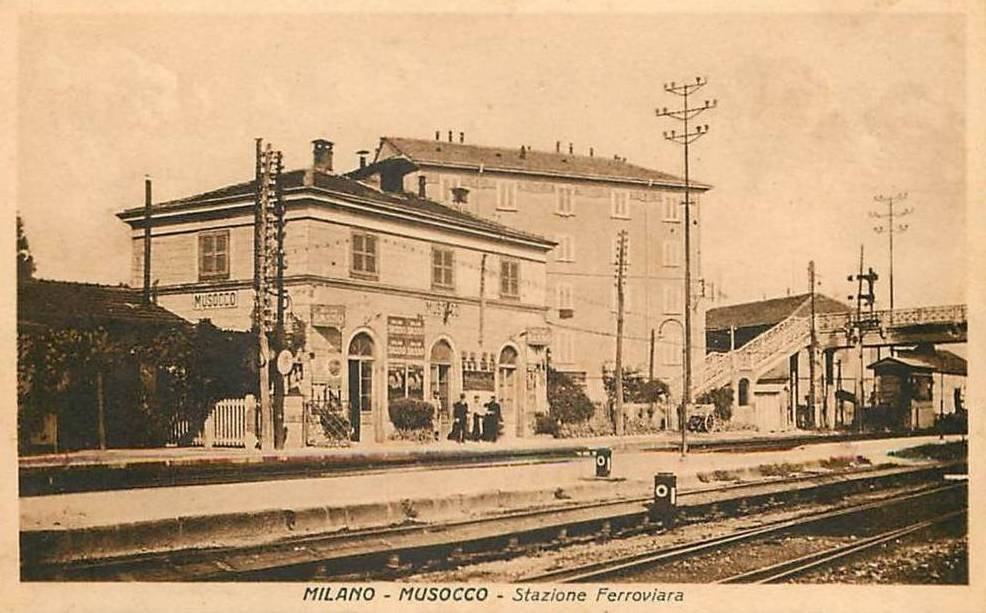
Station de Musocco au début des années 1900.